# IEEE 802.11j-2004
IEEE 802.11j-2004 또는 IEEE 802.11j는 일본 시장을 위해 특별히 설계된 IEEE 802.11 표준의 수정판이다. 이 표준은 일본의 실내외 및 모바일 기기의 무선 통신에 관한 규정에 따라, 4.9~5 GHz 대역에서의 무선 근거리 통신망 작동을 가능하게 한다.

## 같이 보기
- IEEE 802.11p